# Eryngium rauhianum
Eryngium rauhianum är en flockblommig växtart som beskrevs av Mildred Esther Mathias och Lincoln Constance. Eryngium rauhianum ingår i släktet martornar, och familjen flockblommiga växter. Inga underarter finns listade i Catalogue of Life.